# Hatsu Basho 2007
Une proposition de fusion est en cours entre Hatsu Basho 2007 et Honbashos 2007.
 (juin 2020).
Si vous disposez d'ouvrages ou d'articles de référence ou si vous connaissez des sites web de qualité traitant du thème abordé ici, merci de compléter l'article en donnant les références utiles à sa vérifiabilité et en les liant à la section « Notes et références ».
Le Hatsu Basho 2007 est le tournoi de sumo qui a eu lieu du 7 au 21 janvier 2007, au Ryōgoku Kokugikan, à Tokyo, au Japon. Le yūshō de makuuchi a été remporté par le yokozuna Asashōryū sur le score de 14 victoires contre une défaite, concédée le troisième jour du tournoi face au maegashira 1 Dejima; c'est son quatrième gain de tournoi consécutif, son vingtième en tout. En division jūryō, le yūshō a été remporté par Toyohibiki sur le faible score de dix victoires et cinq défaites et après un tie-break contre deux autres lutteurs.

## Yūshō
- Makuuchi Yūshō : yokozuna Asashōryū Akinori (14-1)
- Jūryō Yūshō : Toyohibiki Ryuta (10-5)
- Makushita Yūshō : Sakaizawa Kenichi (7-0)
- Sandanme Yūshō : Kagaya Yuichi (7-0)
- Jonidan Yūshō : Oseumi Yoshitsugu (7-0)
- Jonokuchi Yūshō : Hisanoumi Taiyo (6-1)

### Sanshō
- Shukun-shō : non attribué
- Kantō-shō : Toyonoshima Daiki (1er)
- Ginō-shō : Toyonoshima Daiki (1er)